# Гаврилов, Владимир Яковлевич
Владимир Яковлевич Гаврилов (1908—1992) — советский военный лётчик. Участник Великой Отечественной войны. Герой Советского Союза (1943). Полковник.

## Биография
Владимир Яковлевич Гаврилов родился 16 апреля (3 апреля — по старому стилю) 1908 года в рабочем посёлке Северный Рудник Бахмутского уезда Екатеринославской губернии Российской империи (ныне — посёлок Пивничное Торецкой городской общины, Донецкой области Украины) в семье рабочего. Русский. В 1926 году Владимир Гаврилов окончил школу фабрично-заводского ученичества при Щербиновском руднике. Работал токарем, одновременно продолжая обучение сначала в вечерней школе, затем на рабфаке.
В июне 1928 года В. Я. Гаврилов добровольцем пошёл на службу в Рабоче-крестьянскую Красную Армию. Его направили в Тульскую оружейно-техническую школу. Окончив школу в 1931 году, он служил в ней оружейным техником. В 1934 году Владимир Яковлевич по спецнабору был направлен в Борисоглебскую военную авиационную школу лётчиков, которую он окончил по первому классу в 1935 году, после чего при этой же школе он окончил годичные курсы командиров звеньев. С декабря 1936 года старший лейтенант В. Я. Гаврилов служил командиром звена в полку бомбардировщиков СБ-3 в Белорусском военном округе. В сентябре 1938 года Владимиру Яковлевичу было присвоено звание капитан, после чего его назначили командиром эскадрильи.
В 1939 году капитан В. Я Гаврилов поступил на заочное отделение Военной воздушной академия РККА, однако до войны успел окончить только два курса. В феврале 1940 года Владимира Яковлевича перевели командиром эскадрильи 46-го бомбардировочного истребительного полка. Перед войной полк базировался на литовском аэродроме Груджяй Прибалтийского особого военного округа и входил в состав 7-й смешанной авиационной дивизии.
В боях с немецко-фашистскими захватчиками капитан В. Я. Гаврилов с 22 июня 1941 года на Северо-Западном фронте. Воевал на самолётах СБ, Ар-2, Пе-2. В начале войны 46-й бомбардировочный авиационный полк понёс тяжёлые потери и в конце июля 1941 года его вывели на переформирование. Владимира Яковлевича направили в Липецкий авиационный учебный центр, где 25 сентября 1941 года он приступил к формированию 804-го бомбардировочного авиационного полка. В июне 1942 года сформированный полк был включён в состав 23-го запасного авиационного полка 7-й запасной авиационной бригады Забайкальского военного округа, где лётный и технический состав полка прошёл переподготовку на бомбардировщиках Пе-2.
Вновь в действующей армии майор В. Я. Гаврилов с 14 сентября 1942 года в составе 293-й бомбардировочной авиационной дивизии 1-го бомбардировочного авиационного корпуса резерва Ставки Верховного Главнокомандования. До второй половины ноября 1942 года экипажи полка под непосредственным наблюдением майора Гаврилова совершали учебные полёты с аэродрома Тушино Московской области. В боевых действиях 804-й бомбардировочный авиационный полк 293-й бомбардировочной авиационной дивизии 1-го бомбардировочного авиационного корпуса 3-й воздушной армии принимал участие с 23 ноября 1942 года на Калининском фронте. Перед началом Великолукской операции 804-й бомбардировочный авиационный полк уничтожил штаб великолукской группировки противника, крупные склады горюче-смазочных материалов и две тяжёлые артиллерийские батареи. Всего за два с половиной месяца в составе Калининского фронта полк майора Гаврилова в операциях под Ржевом, Белым и Великими Луками совершил 209 успешных боевых вылетов. Сам майор В. Я. Гаврилов совершил 17 боевых вылетов.
16 января 1943 года эскадрильи полка выполняли задание командования по нанесению бомбовых ударов за линией фронта по позициям противника в районе населённых пунктов Алексейково и Бурцево. При выходе из пике самолёт майора В. Я. Гаврилова был подбит зенитной артиллерией, загорелся и сорвался в штопор. Благодаря умелой и слаженной работе экипажа самолёт удалось выровнять. Но в этот момент бомбардировщик был атакован двумя истребителями противника. В воздушном бою на повреждённом самолёте экипаж сумел одержать победу, сбив оба Ме-109, после чего командир экипажа, маневрируя только двигателями самолёта, довёл Пе-2 до линии фронта и посадил его на нейтральной полосе в 70 метрах от немецких окопов. Под огнём противника экипаж сумел благополучно добраться до своей территории.
За образцовое выполнение заданий командования на фронте борьбы с немецкими захватчиками и проявленные при этом отвагу и геройство указом Президиума Верховного Совета СССР от 01.05.1943 года майору Владимиру Яковлевичу Гаврилову было присвоено звание Героя Советского Союза.
1 февраля 1943 года 1-й бомбардировочный авиационный корпус был передан в состав 14-й воздушной армии Волховского фронта, где полк майора Гаврилова участвовал в прорыве блокады Ленинграда (операция «Искра»). С 21 по 27 февраля 1943 года 804-й бомбардировочный авиационный полк в составе 6-й воздушной армии Северо-Западного фронта участвовал в операции «Полярная Звезда». Всего под командованием майора В. Я. Гаврилова полк совершил 279 боевых вылетов, сбросил 175 тонн бомб, в воздушных боях экипажами полка было сбито 6 самолётов противника.
В конце февраля 1943 года 1-й бомбардировочный авиационный корпус в полном составе был передан Воронежскому фронту и вошёл в состав 2-й воздушной армии. 25 марта 1943 года Владимира Яковлевича перевели на должность командира 81-го гвардейского бомбардировочного авиационного полка. Под его командованием полк принял участие в Курской битве. В сражениях на Курской дуге полк Гаврилова совершил 229 боевых вылетов и сбросил 109 тонн бомб. В результате бомбовых ударов экипажами полка было уничтожено 52 танка противника, 473 автомашины с военными грузами и войсками, 5 складов с боеприпасами, 8 артиллерийских и миномётных батарей, 17 огневых точек, 2 железнодорожных эшелона и 7 цистерн с горючим. За отличие в Курской битве весь личный состав полка удостоился благодарности Верховного Главнокомандующего.
В начале августа 1943 года 1-й бомбардировочный авиационный корпус был подчинён 5-й воздушной армии Степного фронта (с 20 октября 1943 года — 2-й Украинский фронт), в составе которой 81-й гвардейский бомбардировочный авиационный полк гвардии подполковника (с августа 1943 года) В. Я. Гаврилова участвовал в Битве за Днепр и освобождении Правобережной Украины (Кировоградская и Корсунь-Шевченковская операции). 6 июля 1944 года корпус передан 2-й воздушной армии 1-го Украинского фронта, в составе которой гвардейцы Гаврилова успешно выполняли поставленные задачи в ходе Львовско-Сандомирской, Висло-Одерской, Нижнесилезской, Верхне-Силезской, Берлинской и Пражской операций. За период с 26.06.1943 года по 11.05.1945 года 81-й гвардейский полк под командованием гвардии подполковника В. Я. Гаврилова совершил 3020 боевых вылетов и сбросил 2354 тонны авиабомб. В результате действий полка были уничтожены: 294 танка, 1932 автомашины, 33 артиллерийские батареи, 315 огневых точек, 1117 железнодорожных вагонов, 12 складов с боеприпасами, 1168 зданий. В ходе воздушных боёв и бомбовых ударов по аэродромам противника экипажами полка было уничтожено 46 самолётов противника. За безупречное выполнение заданий командования полк Гаврилова был отмечен высокими правительственными наградами — орденами Богдана Хмельницкого и Суворова 3 степени, а также удостоен почётного наименования «Краковский».
После войны Владимир Яковлевич продолжил службу в ВВС СССР. Командовал авиационной дивизией в Приволжском военном округе. С 1951 по 1953 год служил в ВВС Войска Польского в должности командира 15-й бомбардировочной авиационной дивизии. Затем он учился в Высшей военной академии имени К. Е. Ворошилова, после окончания которой преподавал в Военно-политической академии имени В. И. Ленина. 
В 1960 году полковник В. Я. Гаврилов по состоянию здоровья уволился в запас. Жил в городе-герое Москве. 
Скончался 30 марта 1992 года. Похоронен на Головинском кладбище (участок №18).

## Награды
- Медаль «Золотая Звезда» (01.05.1943).
- Орден Ленина — дважды (01.05.1943; 03.11.1953[2]).
- Орден Красного Знамени — трижды (17.03.1943; 21.05.1945; 20.06.1949[2]).
- Орден Суворова 3 степени (18.05.1945).
- Орден Отечественной войны 1 степени — дважды (26.02.1944; 06.04.1985[3]).
- Орден Красной Звезды (03.11.1944)[2].
- Медали.

## Память
- Мемориальная доска в честь Героя Советского Союза В. Я. Гаврилова установлена в Москве по адресу: Петровско-Разумовский проезд, д. 16.

## Документы
- Общедоступный электронный банк документов «Подвиг Народа в Великой Отечественной войне 1941—1945 гг.» Архивировано 13 марта 2012 года. № в базе данных 150006528. Архивировано 16 мая 2012 года., 47298686. Архивировано 16 мая 2012 года., 19362682. Архивировано 16 мая 2012 года., 24201724. Архивировано 16 мая 2012 года., 31421916. Архивировано 16 мая 2012 года., 42725170. Архивировано 16 мая 2012 года.